# Ladislav Hudec

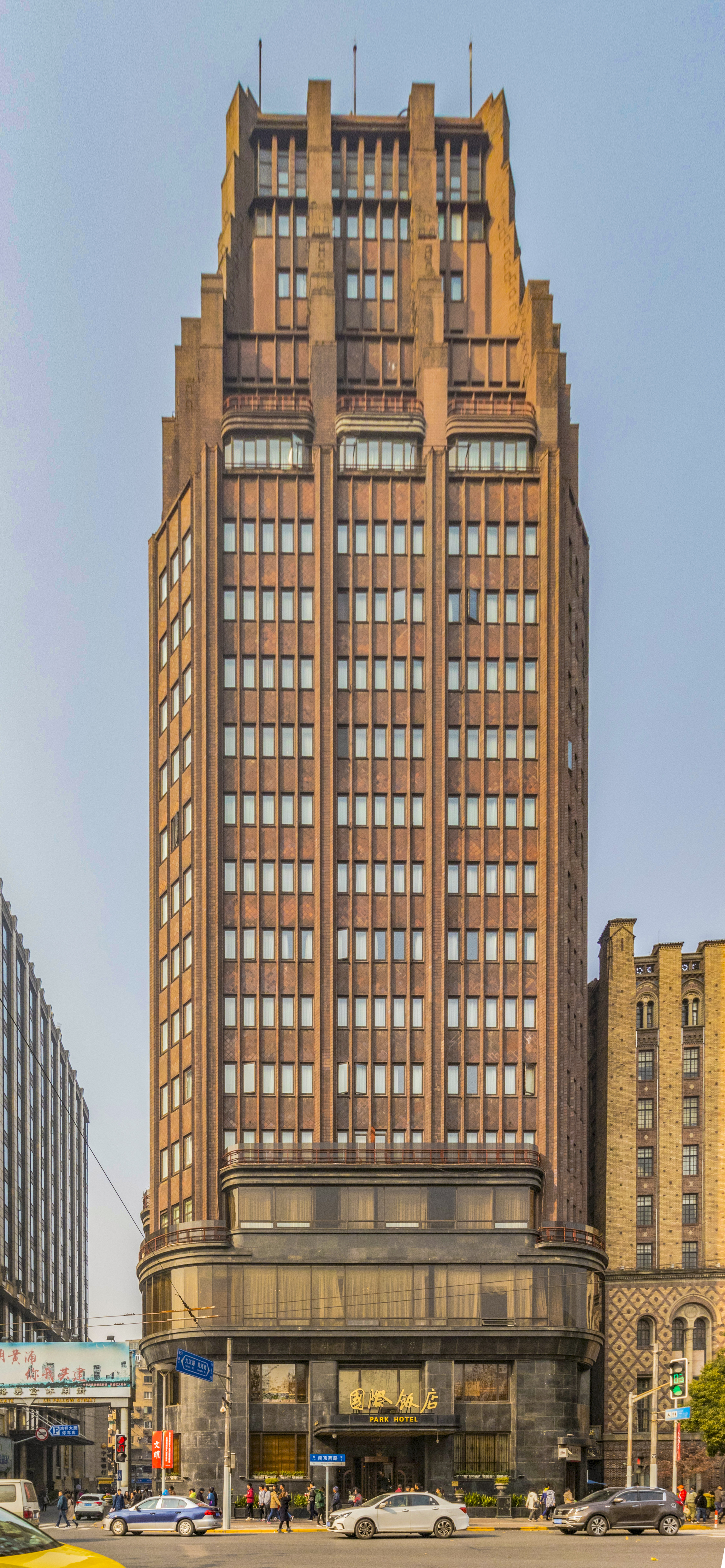
Park Hotel w Szanghaju z 1934

Ladislav Eduard Hudec (węg. László Hugyecz; ur. 8 stycznia 1893 w Bańskiej Bystrzycy w ówczesnych Austro-Węgrzech – zm. 26 października 1958 w Berkeley w Kalifornii, USA) – słowacki architekt i budowniczy, historyk kultury, filozof.
Przez blisko ćwierć wieku (od 1925 do 1947) samodzielnie tworzył i budował w Szanghaju w Chinach, zmieniając w sposób radykalny architektoniczne oblicze tego miasta. Pozostawił po sobie ok. 65 obiektów, z których z górą połowa zachowała się, a ponad 20 jest chronionych jako zabytki architektury. Wśród nich jest 22-piętrowy Park Hotel, wysoki na 84 m, ukończony w grudniu 1934 r. Do 1952 r. był to najwyższy budynek w Azji, zaś do 1983 r. – najwyższa budowla Szanghaju.

## Dzieła w Szanghaju
- Park Hotel, 1934
- American Club
- Auditorium dla Italian O.N.D. Club
- Aurora University
- Avenue Apartment
- Burlington Apartment House
- Catholic Country Church
- Chapei Electricity & Waterworks Building
- Chapei (Zhabei) Power Station
- Chiao-Tung University Engineering Bldg
- China Baptist Building
- China Baptist Publication Society
- China United Apartments
- Christian Literature Society
- Country Hospital
- Hubertus Court Apartments – obecnie Dahua Hotel
- Estrella i inne budynki mieszkalne przy Avenue Joffre
- Garaże przy Park Hotelu
- German Club
- German Church
- Grand Theatre
- House of D.V. Woo (Wu Tongwen)
- House of Chen (Rose) Dingzhen (Shanghai Writers' Association)
- House of F. Hoehnke
- House of Hudec, 17 Lucerne Rd
- House of Hudec, 57 Columbia Rd.
- House of V. Meyer
- Budynki przy Columbia Circle (Xinhua Lu)
- Lafayette Cinema
- Lafayette Theatre (?)
- Liberty Apartments
- Margaret Williams Hospital
- McTyeire School
- Moore Memorial Church (Mù'en Táng)
- Normandie apartments
- Park Hotel (Joint Savings Society Building)
- Paulun Hospital
- Aurora College for Women
- Laboratoria dla German School
- Shanghai Leather Factory
- The Joint Savings Society building przy Sichuan Rd.
- The Mansion (Terrace House)
- Union Brewery